# Mariotte (cráter)

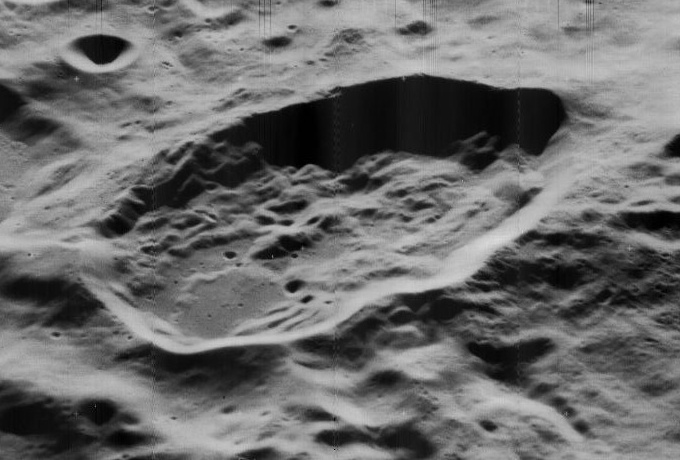
Imagen oblicua de la misión Lunar Orbiter 5

Mariotte es un Cráter de impacto alargado que se encuentra en la cara oculta de la Luna. Se localiza alrededor de un diámetro de distancia al suroeste del cráter Das, más pequeño. Al sureste de Mariotte se encuentra el gran cráter Chebyshev.
El cráter es más largo hacia el sureste en aproximadamente un kilómetro y medio, dando a esta elemento un contorno con forma oval. El borde exterior se mantiene afilado y poco erosionado. El suelo interior es irregular, particularmente hacia el extremo sureste.

## Cráteres satélite
Por convención estos elementos son identificados en los mapas lunares poniendo la letra en el lado del punto medio del cráter que está más cercano a Mariotte.
|          | \| Mariotte \| Coordenadas \| Diámetro \| \| -------- \| -------------------------------- \| -------- \| \| P \| 29°54′S 139°42′O / -29.9, -139.7 \| 30 km \| \| R \| 30°06′S 141°36′O / -30.1, -141.6 \| 33 km \| \| U \| 27°54′S 142°48′O / -27.9, -142.8 \| 34 km \| \| X \| 25°18′S 140°00′O / -25.3, -140.0 \| 20 km \| \| Z \| 22°54′S 139°00′O / -22.9, -139.0 \| 47 km \| |          |
| Mariotte | Coordenadas | Diámetro |
| P        | 29°54′S 139°42′O / -29.9, -139.7 | 30 km    |
| R        | 30°06′S 141°36′O / -30.1, -141.6 | 33 km    |
| U        | 27°54′S 142°48′O / -27.9, -142.8 | 34 km    |
| X        | 25°18′S 140°00′O / -25.3, -140.0 | 20 km    |
| Z        | 22°54′S 139°00′O / -22.9, -139.0 | 47 km    |

Los siguientes cráteres han sido renombrados por la UAI:
- Mariotte Y -  Véase  Murakami.